# برت بلامی
برت بلامی (انگلیسی: Bert Bellamy; ۷ آوریل ۱۸۹۶ – ۱۶ نوامبر ۱۹۷۸) بازیکن فوتبال اهل بریتانیا بود.
از باشگاه‌هایی که در آن بازی کرده‌است می‌توان به باشگاه فوتبال سوانزی سیتی، باشگاه فوتبال ولینگ‌بورو تاون، باشگاه فوتبال کیدرمینستر هاریرس، باشگاه فوتبال کترینگ تاون، باشگاه فوتبال برنتفورد، و باشگاه فوتبال واتفورد اشاره کرد.